# Præsidentvalget i Colombia 2022
Præsidentvalget i Colombia 2022 blev afholdt over to runder. Den siddende præsident Iván Duque kunne ikke stille op til en ny periode. Valget blev vundet af Gustavo Petro.
Ved første valgrunde den 29. maj 2022 opnåede ingen kandidat 50 % af stemmerne, hvorfor der den 19. juni blev afholdt en anden valg runde mellem de to kandidater, der havde opnået flest stemmer ved første valgrunde, Gustavo Petro og Rodolfo Hernández Suárez.
Gustavo Petro vandt anden valgrunde med 50,44% af stememrne mod 47,31% til Rodolfo Hernández Suárez.
Valgdeltagelsen af 54.98% i første runde og 58,09% i anden runde.

## Valgsystem
Colombias præsidenter vælges for fire år ad gangen med et system med to runder. Hvis ingen af kandidaterne får et flertal af stemmerne i første runde, afholdes der en anden runde mellem de to kandidater med flest stemmer  Vicepræsidenten vælges sammen med præsidenten. En præsident kan kun vælges for en enkelt periode på fire år, og i henhold til forfatningens artikel 191 skal kandidaterne være colombianere af fødsel og mindst 30 år gamle. Valgretsalderen er 18 år.

## Valgresultat
| Kandidat                                                          | Kandidat                         | Medkandidat                      | Parti                                          | Første runde | Første runde | Anden runde | Anden runde |
| Kandidat                                                          | Kandidat                         | Medkandidat                      | Parti                                          | Stemmer      | %            | Stemmer     | %           |
| ----------------------------------------------------------------- | -------------------------------- | -------------------------------- | ---------------------------------------------- | ------------ | ------------ | ----------- | ----------- |
|                                                                   | Gustavo Petro                    | Francia Márquez                  | Pacto Histórico por Colombia (Colombia Humana) | 8.542.020    | 40,34        | 11.292.758  | 50,42       |
|                                                                   | Rodolfo Hernández                | Marelen Castillo                 | Liga de Gobernantes Anticorrupción             | 5.965.531    | 28,17        | 10.604.656  | 47,35       |
|                                                                   | Federico Gutiérrez               | Rodrigo Lara Sánchez             | Coalición Equipo por Colombia                  | 5.069.526    | 23,94        |             |             |
|                                                                   | Sergio Fajardo                   | Luis Gilberto Murillo            | Coalición Centro Esperanza                     | 885.291      | 4,18         |             |             |
|                                                                   | John Milton Rodríguez            | Sandra de las Lajas              | Colombia Justa Libres                          | 271.386      | 1,28         |             |             |
|                                                                   | Enrique Gómez                    | Carlos Cuartas                   | Movimiento de Salvación Nacional               | 48.643       | 0,23         |             |             |
|                                                                   | Íngrid Betancourt                | José Luis Esparza                | Partido Verde Oxígeno                          | 14.161       | 0,07         |             |             |
|                                                                   | Luis Pérez Gutiérrez             | Ceferino Mosquera                | Uafhængig                                      | 11.507       | 0,05         |             |             |
| Blanke stemmer                                                    | Blanke stemmer                   | Blanke stemmer                   | Blanke stemmer                                 | 365.777      | 1,73         | 500.069     | 2,23        |
| I alt                                                             | I alt                            | I alt                            | I alt                                          | 21.173.842   | 100,00       | 22.397.483  | 100,00      |
|                                                                   |                                  |                                  |                                                |              |              |             |             |
| Gyldige stemmer                                                   | Gyldige stemmer                  | Gyldige stemmer                  | Gyldige stemmer                                | 21.173.842   | 98,75        | 22.397.483  | 98,72       |
| Ugyldige stemmer                                                  | Ugyldige stemmer                 | Ugyldige stemmer                 | Ugyldige stemmer                               | 268.458      | 1,25         | 291.551     | 1,28        |
| Stemmer i alt                                                     | Stemmer i alt                    | Stemmer i alt                    | Stemmer i alt                                  | 21.442.300   | 100,00       | 22.689.034  | 100,00      |
| Stemmeberettigede/valgdeltagelse                                  | Stemmeberettigede/valgdeltagelse | Stemmeberettigede/valgdeltagelse | Stemmeberettigede/valgdeltagelse               | 39.002.239   | 54,98        | 39.002.239  | 58,17       |
| Kilde: Registraduria (første runde), Registraduria (anden runde), |                                  |                                  |                                                |              |              |             |             |